# Ксенофон Антониадис
Ксенофон Антониадис (на гръцки: Ξενοφων Άντωνιάδης) е гръцки военен и революционер, деец на гръцката въоръжена пропаганда в Македония в началото на XX век.

## Биография
Ксенофон Антониадис произхожда от Епир. Постъпва на служба в гръцката армия като сержант (лохиас).
Под прикритието на начален учител действа като агент и организатор на гръцките въоръжени отряди в района на Валовища и Ветрен. След предателство бяга в Кавала, където продължава да работи за гръцката пропаганда. Сътрудничи с главния оргинизатор от гръцкото консулство в Кавала Стилианос Мавромихалис. Обявен е за агент от първи ред.
В Междусъюзническата война е ранен в раката.